# Česko na Hopmanově poháru
Česko na Hopmanově poháru startovalo celkově dvanáctkrát, poprvé v jeho pátém ročníku roku 1993. 
Česko navazuje na účast Československa v prvních čtyřech ročnících soutěže mezi lety 1989 až 1992, kdy čeští tenisté reprezentovali předchozí státní útvar.
Nejlepším výsledkem jsou dvě vítězství, první z roku 1994, o které se zasloužila dvojice Petr Korda a Jana Novotná, a druhé v roce 2012, kdy členy vítězného týmu byla světová dvojka Petra Kvitová a sedmý hráč světa Tomáš Berdych.
Dvakrát obsadili čeští reprezentanti druhé, první nepostupové, místo základní skupiny. V roce 2014 v týmu hráli Kvitová s Radkem Štěpánkem. Při premiérovém startu Karolíny Plíškové s Jiřím Veselým pak dvojice roku 2016 skončila druhá za Ukrajinou.
Nejvíce zápasů vyhrála Petra Kvitová, když si jich připsala deset. Ve dvouhře dosáhl největšího počtu osmi vítězství Tomáš Berdych.

## Tenisté
Tabulka uvádí seznam českých tenistů, kteří reprezentovali stát na Hopmanově poháru.
| Jméno             | Celkem | Dvouhra | Čtyřhra | Poprvé | Startů |
| ----------------- | ------ | ------- | ------- | ------ | ------ |
| Dája Bedáňová     | 2–4    | 1–2     | 1–2     | 2003   | 1      |
| Tomáš Berdych     | 9–9    | 8–2     | 1–7     | 2007   | 3      |
| Lucie Hradecká    | 3–3    | 2–1     | 1–2     | 2017   | 1      |
| Petr Korda        | 9–5    | 6–1     | 3–4     | 1993   | 3      |
| Petra Kvitová     | 10–2   | 7–0     | 3–2     | 2012   | 2      |
| Jiří Novák        | 6–6    | 4–2     | 2–4     | 2003   | 2      |
| Jana Novotná      | 6–8    | 3–4     | 3–4     | 1993   | 3      |
| Adam Pavlásek     | 4–8    | 1–5     | 3–3     | 2015   | 2      |
| Karolína Plíšková | 4–2    | 2–1     | 2–1     | 2016   | 1      |
| Barbora Strýcová  | 1–5    | 0–3     | 1–2     | 2004   | 1      |
| Lucie Šafářová    | 7–11   | 5–4     | 2–7     | 2007   | 3      |
| Radek Štěpánek    | 4–2    | 2–1     | 2–1     | 2014   | 1      |
| Jiří Veselý       | 3–3    | 1–2     | 2–1     | 2016   | 1      |

## Výsledky
| Rok    | Fáze soutěže     | Místo konání         | Soupeř        | Výsledek | Stav      |
| ------ | ---------------- | -------------------- | ------------- | -------- | --------- |
| 1993   | čtvrtfinále      | Burswood Dome, Perth | Německo       | 2–1      | výhra     |
| 1993   | semifinále       | Burswood Dome, Perth | Spojené státy | 1–2      | prohra    |
| 1994   | čtvrtfinále      | Burswood Dome, Perth | Švýcarsko     | 2–1      | výhra     |
| 1994   | semifinále       | Burswood Dome, Perth | Austrálie     | 2–1      | výhra     |
| 1994   | finále           | Burswood Dome, Perth | Německo       | 2–1      | vítězství |
| 1995   | čtvrtfinále      | Burswood Dome, Perth | Austrálie     | 2–1      | výhra     |
| 1995   | semifinále       | Burswood Dome, Perth | Ukrajina      | 1–2      | prohra    |
| 2003   | základní skupina | Burswood Dome, Perth | Slovensko     | 2–1      | výhra     |
| 2003   | základní skupina | Burswood Dome, Perth | Itálie        | 2–1      | výhra     |
| 2003   | základní skupina | Burswood Dome, Perth | Austrálie     | 1–2      | prohra    |
| 2004   | základní skupina | Burswood Dome, Perth | Spojené státy | 0–3      | prohra    |
| 2004   | základní skupina | Burswood Dome, Perth | Rusko         | 1–2      | prohra    |
| 2004   | základní skupina | Burswood Dome, Perth | Francie       | 1–2      | prohra    |
| 2007   | základní skupina | Burswood Dome, Perth | Indie         | 1–2      | prohra    |
| 2007   | základní skupina | Burswood Dome, Perth | Španělsko     | 2–1      | výhra     |
| 2007   | základní skupina | Burswood Dome, Perth | Chorvatsko    | 1–2      | prohra    |
| 2008   | základní skupina | Burswood Dome, Perth | Austrálie     | 1–2      | prohra    |
| 2008   | základní skupina | Burswood Dome, Perth | Spojené státy | 0–3      | prohra    |
| 2008   | základní skupina | Burswood Dome, Perth | Indie         | 2–1      | výhra     |
| 20121) | základní skupina | Burswood Dome, Perth | Bulharsko     | 2–1      | výhra     |
| 20121) | základní skupina | Burswood Dome, Perth | Spojené státy | 3–0      | výhra     |
| 20121) | základní skupina | Burswood Dome, Perth | Dánsko        | 2–0      | výhra     |
| 20121) | finále           | Burswood Dome, Perth | Francie       | 2–0      | vítězství |
| 2014   | základní skupina | Perth Arena, Perth   | Španělsko     | 3–0      | výhra     |
| 2014   | základní skupina | Perth Arena, Perth   | Francie       | 1–2      | prohra    |
| 2014   | základní skupina | Perth Arena, Perth   | Spojené státy | 3–0      | výhra     |
| 2015   | základní skupina | Perth Arena, Perth   | Kanada        | 3–0      | výhra     |
| 2015   | základní skupina | Perth Arena, Perth   | Itálie        | 2–1      | výhra     |
| 2015   | základní skupina | Perth Arena, Perth   | Spojené státy | 0–3      | prohra    |
| 2016   | základní skupina | Perth Arena, Perth   | Austrálie     | 3–0      | výhra     |
| 2016   | základní skupina | Perth Arena, Perth   | Ukrajina      | 1–2      | prohra    |
| 2016   | základní skupina | Perth Arena, Perth   | Spojené státy | 1–2      | prohra    |
| 2017   | základní skupina | Perth Arena, Perth   | Spojené státy | 0–3      | prohra    |
| 2017   | základní skupina | Perth Arena, Perth   | Austrálie     | 2–1      | výhra     |
| 2017   | základní skupina | Perth Arena, Perth   | Španělsko     | 1–2      | prohra    |

1) Smíšené čtyřhry proti Dánsku a ve finále proti Francii nebyly podle pravidel odehrány pro rozhodnutý výsledek mezistátních zápasů 2:0 ve prospěch České republiky.